# Дашез, Роже
Роже Дашез (фр. Roger Dachez); род. в 1955 году) — преподаватель Парижского университета Дидро, и президент Института Альфреда Фурнье в Париже, врач, историк и масон.

## Биография
Роже Дашез был посвящён в Великую ложу Франции в 1980 году. А с 1985 года он член Национальной французской ложи, в которой он был президентом Национального совета с 1992 по 1997 год. Он президент Института масонства Франции (основанного в 2002 году), он также является членом научного комитета Музея масонства в Париже. Между тем, в научной деятельности, он направлен на проведение исследований по возрождению масонской традиции.
Он является автором многих научных статей о исторических корнях и источников традиций масонства.

## Основные публикации
- Des maçons opératifs aux francs-maçons spéculatifs. Les origines de l’Ordre maçonnique, coll. " L’Encyclopédie maçonnique ", EDIMAF, 2001. ISBN 2903846871
- Histoire de la franc-maçonnerie française, Paris, Presses universitaires de France, coll. «Que sais-je ?», 2003. ISBN 2130558070
- Les Francs-maçons de la légende à l’histoire, Tallandier, 2003. ISBN 2847341110
- Les Plus Belles Pages de la franc-maçonnerie, Dervy, 2003.
- Histoire de la médecine de l’Antiquité au XX siècle, Paris, Tallandier, 2004.
- Les Mystères de Channel row, roman écrit avec Alain Bauer, Paris, JC Lattès, 2006.
- Les 100 mots de la franc-maçonnerie, écrit avec Alain Bauer, Paris, Presses universitaires de France PUF, coll. «Que sais-je ?», 2007.
- L’Invention de la franc-maçonnerie, Paris, Véga, 2008.
- Le Convent du sang, roman écrit avec Alain Bauer, Paris, Éditions Jean-Claude Lattès Éditions JC Lattes, coll. «Crimes et loges», 2009.
- Les promesses de l’aube, Paris, Dervy, 2013
- Franc-maçonnerie: Régularité et reconnaissance, histoire et postures, Paris, Conform, 2015